# Sioux-Sprachen

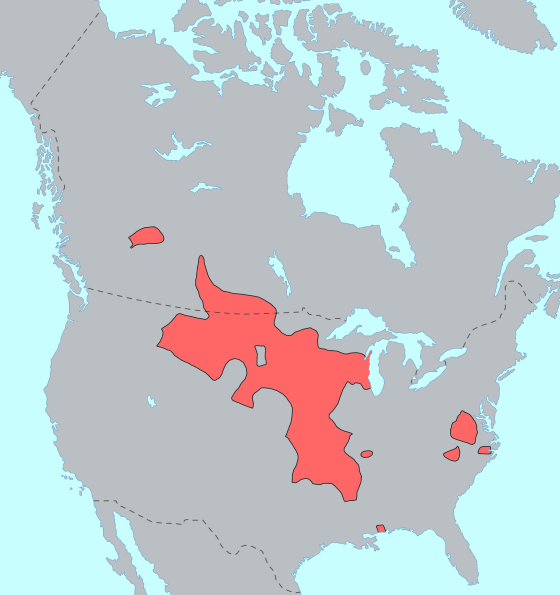
Ursprüngliches Verbreitungsgebiet der Sioux-Sprachen in Nordamerika

Die Sioux-Sprachen oder Sioux-Catawba-Sprachen (im Amerikanischen meist einfach als „Sioux“ bezeichnet) bilden eine indigene Sprachfamilie Nordamerikas von mindestens 20 genetisch verwandten Einzelsprachen nordamerikanischer indigener Völker. Viele dieser Sprachen gelten als gefährdet oder sind bereits ausgestorben. Insgesamt gibt es weltweit rund 35.000 aktive Sprecher. Mit „Sioux“ werden oftmals jedoch nur drei nahe miteinander verwandte Sprachen der Sioux-Stammesgruppe bezeichnet: Lakota (Lakȟótiyapi), Dakhótiyapi (Santee-Sisseton/Östliches Dakota) und Dakȟótiyapi (Yankton-Yanktonai/Westliches Dakota).
Autoren (Linguisten), die die gesamte Familie als „Sioux“ bezeichnen, unterscheiden hierbei zwei geographische Zweige: „Westliches Sioux“ bzw. „Eigentliches Sioux“ und „Östliches Sioux“ bzw. „Catawba“. Andere beschränken den Namen „Sioux“ auf den westlichen Zweig und verwenden den Namen „Sioux-Catawba“ für die gesamte Sprachfamilie. Im Allgemeinen wird der Name „Sioux“ jedoch ohne Unterschied verwendet.
Die „Sioux-Sprachen“ oder „Sioux–Catawba-Sprachen“ wurden in einem weiten Gebiet gesprochen, von British Columbia und den kanadischen Prärieprovinzen im Norden über die Nördlichen Great Plains ostwärts entlang des Mississippi River und Ohio River und im Südosten der Vereinigten Staaten – zudem wurden im Osten einige weitere Sioux-Sprachen gesprochen.

## Name und Klassifikation
Das „Westliche Sioux (Eigentliches Sioux)“ wird nochmals in vier geographische Untergruppen unterteilt; dem „Mandan“, dem „Missouri River Sioux“, dem „Mississippi Valley Sioux“ und dem „Ohio Valley Sioux“. Das „Östliche Sioux (Catawba)“ besteht nur aus „Catawba“ und „Woccon (Waccamaw)“. Das „Westliche Sioux“ besteht aus mindestens 18 Sprachen mit mehreren Dialekten, für das „Östliche Sioux“ sind nur zwei Sprachen belegt, die vermutlich ebenfalls mehrere Dialekte umfassten (jedoch ist das „Östliche Sioux“ nur wenig erforscht).

### „Westliches Sioux“ / „Eigentliches Sioux“
I. Mandan oder Nų́ų́ʔetaa íroo (seit 2016 †)
- Nuptare oder Nų́ų́ʔetaa íroo
- Nuetare oder Rų́ʔeta:re

II. Missouri River Sioux (auch: Crow–Hidatsa)
- Crow oder Apsáalooke aliláau[3][4] (auch: Absaroka, Apsaroka, Apsaalooke, Upsaroka; 3.500 Sprecher)
- Hidatsa[5] oder Hiraaciré’ bzw. Aruʔiréʔe[6] (auch: aruʔiréʔe/aduide,[7] iréʔe/ide, Gros Ventre, Minitari, Minnetaree; 200 Sprecher)

III. Mississippi Valley Sioux (auch: Mittleres Sioux)
- Michigamea oder Mihshikamiia[8] (auch: Mitchigamea, ?, da die Michigamea der Illinois-Konföderation angehörten, seit dem 18. Jh. †)
- Dakota (auch: Sioux–Assiniboine–Stoney; ca. 25.000 bis 30.000 Sprecher)
  - Sioux-Sprachen bzw. Sioux
    - Lakota[9] oder Lakȟótiyapi[10][11] (auch: Lakotiyapi, Lakólʾiya,[12] Lakhota, Teton oder Teton Sioux; 2.100 Sprecher)
    - Dakota[13][14] oder Dakhótiyapi / Dakȟótiyapi (auch: Dakhóta iyá; ca. 290 Sprecher)
      - Östliches Dakota oder Dakhótiyapi (auch: Santee-Sisseton bzw. Dakhóta)
        - Santee (Isáŋyáthi, Bdewákhaŋthuŋwaŋ (früher: Mdewákhaŋthuŋwaŋ), Waȟpékhute)
        - Sisseton (Sisíthuŋwaŋ, Waȟpéthuŋwaŋ)

      - Westliches Dakota oder Dakȟótiyapi (auch: Yankton-Yanktonai bzw. Dakȟóta/Dakhóta)
        - Yankton (Iháŋktȟuŋwaŋ)
        - Yanktonai (Iháŋktȟuŋwaŋna)
          - Upper Yanktonai (Wičhíyena)

    - Assiniboine[15][16] oder Iyábi bzw. Iʾábi (auch: Nakón Iyábi, Nakóda Iyábi, A'M̆oqazh,[17] Assiniboin, Hohe, Nakota, Nakoda, Nakona, Stoney; ca. 150 Sprecher, ursprünglich mehrere Dialekte)
    - Stoney[18] oder Isga l'abi bzw. Isga Owawabi (auch: Nakota, Nakoda, Isga, früher: Alberta Assiniboine; 3.200 Sprecher)
      - Alexis First Nation
      - Paul First Nation
      - Nakota Nation / Morley Stoney
- Chiwere-Winnebago
  - Chiwere oder Báxoje-Jíwere-Ñútˀachi[19] (auch: Báxoje-Jíwere-Ñútʔaci, Iowa-Otoe-Missouria bzw. Ioway-Otoe-Missouria;[20] seit 1996 †, weniger als 40 Halbsprecher)
    - Iowa/Ioway oder Báxoje ich'é bzw. Bah Kho Je[21]
    - Otoe-Missouria oder Jíwere-Ñút'achi ich'é

  - Winnebago[22] oder Hoocą́k hoit'éra[23] (auch: Ho-Chunk, Hoocąk, Hocąk, Hochunkara; 250 Sprecher)
- Dhegiha (auch: Degiha bzw. Cegiha)
  - Omaha–Ponca[24][25] oder Umoⁿhoⁿ-Paⁿka (Omaha, Ponca; 85 Sprecher)
  - Kansa-Osage
    - Kansa[26] oder Kaáⁿze íe (auch: Káⁿza, Kanza oder Kaw; seit 1983 †)
    - Osage[27] oder Wazhazhe ie (seit 2005 †)
    - Quapaw[28] oder O-gah-pah[29] (auch: Ogahpah, Kwapa, Alkansea, Arkansas; 1 Sprecher, fast †)

IV. Ohio Valley Sioux (auch: Südöstliches Sioux)
- Virginia Sioux (auch: Tutelo-Sprachen)
  - Tutelo[31][32] oder Yesanechi (auch: Tutelo-Saponi oder Monacan; seit 1982 †)
  - Moneton (seit dem späten 17. Jh. †)
- Mississippi River Sioux
  - Biloxi[33] oder Tanêksąyaa ade bzw. Tanêksąyaa (auch: Bi'lók-see bzw. Bi'lúk-see; seit 1930er †)
  - Ofo (auch: Ofogoula, Monsperea, Mosopela; seit Anfang des 20. Jh. †)

### „Östliches Sioux“ / „Catawba“
Catawba (auch: Katapa; seit 1960 †)
Woccon (auch: Waccon, Wacon, Waccamaw; seit 18. Jh. †)

(†) – Ausgestorbene Sprache
Manchmal werden jedoch Dakota und das Mississippi Valley Sioux jeweils als Dialektkontinuum betrachtet; zudem werden manche hier als „Sprachen“ gelistete von Linguisten als „Dialekte“ betrachtet.

### Wissenschaftliche Datenbanken
- Sioux-Sprachen im Ethnologue (englisch)
- Sioux-Sprachen im World Atlas of Language Structures Online (englisch)
- The Online Books Page (Datenbank für verfügbare Bücher über Sioux-Sprachen, englisch)

### Populärwissenschaftliche Homepages
- Nord- und mesoamerikanische Sprachen

### Organisationen
- Lakota Language Consortium (Organisation zur Revitalisierung der Lakota-Sprache) (englisch)